# Shaochilong
Shaochilong ("hajtandad drake"), släkte med köttätande dinosaurier påträffade i Kina. Shaochilong är känd från ett enda fossilt exemplar, beskrivet 2009, bestående av näsben, främre delen från en överkäke (Maxilla), skalltak, kvadratben och  bakre delen av kraniet. Därtill har man också hittat 6 svanskotor. Baserat på detta har den beskrivits som en Allosaurid, närmast besläktad med Carcharodontosauridae. Det är det första fyndet av en Carcharodontosaurid som påträffats i Asien, där den anses ha levt under Kritaperioden för omkring 92 milj. år sedan.

## Kontrovers
Innan holotypfossilet efter Shaochilong (IVPP V2885.1-7) beskrevs som ett eget släkte, hade den publicerats som fossil från ett tidigare känt släkte, Chilantaisaurus. IVPP V2885.1-7 har tidigare också tillskrivits både som ett släkte inom Megalosauridae, Tyrannosauroidea eller Maniraptora.
Shaochilong visar, tillsammans med sin nära släkting Concavenator, att Carcharodontosauriderna var mycket större utbredningsområde än man tidigare trodde. Innan Shaochilong och Concavenator beskrevs fanns det nästan bara lämningar efter Carcharodontosaurider på de sydliga kontinenterna. Se även Carcharodontosauridae.